# Andersonia heterophylla
Andersonia heterophylla är en ljungväxtart som beskrevs av Otto Wilhelm Sonder. Andersonia heterophylla ingår i släktet Andersonia och familjen ljungväxter. Inga underarter finns listade i Catalogue of Life.